# Adolf Zimmer
Adolf Zimmer   (Lviv, 28 de febrer de 1908 - Khàrkiv, maig 1940) fou un futbolista polonès. Va jugar un partit amb la selecció de futbol de Polònia el 1934. El seu club era el Pogon Lwow.
Tinent de l'exèrcit polonès, va ser empresonat per l'NKVD després de la invasió soviètica de Polònia el 1939 i va ser assassinat a la massacre de Katyn el maig de 1940 als 32 anys.